# Mauna Kea
Mauna Kea, na Ilha do Havai, arquipélago do Havai, é um vulcão em escudo extinto. É o ponto mais elevado do arquipélago e um dos mais proeminentes do mundo e também uma das montanhas de maior isolamento topográfico. No entanto, o Mauna Kea é a montanha mais alta do mundo se levarmos em consideração a medição desde a base até ao pico - tem 10 105 metros a partir do fundo do oceano Pacífico (5898 metros abaixo da superfície, e 4207 metros acima).
Mauna Kea significa "Montanha Branca" no idioma havaiano, uma referência ao seu cume sendo regularmente coberto pela neve no inverno. Encontra-se extinto. A última erupção teria ocorrido há cerca de 4500 anos. No seu topo encontra-se um observatório astronómico, o Observatório W. M. Keck.
A altitude do Mauna Kea afeta o clima e é responsável pela queda de neve vários dias por ano. O monte apresenta vestígios de antigas glaciações. As vertentes norte e sul apresentam grande diferença pluviométrica. No cume, um outro cone forma no interior o lago Waiʻau, o mais alto de toda a bacia do Pacífico, a 3968 m de altitude. A fauna e a flora são repartidas em três níveis concêntricos distintos, dos quais o mais elevado é do tipo alpino. Estes ecossistemas abrigam numerosas espécies endémicas ameaçadas por outras espécies invasivas e pela antropização. Diversas zonas naturais protegidas foram criadas com o intuito de proteger esta diversidade biológica.
Os recursos naturais do Mauna Kea foram explorados pelos autóctones a partir dos séculos XII e XIII. Um tipo de basalto muito duro, em particular, foi extraído para o fabrico de machadinhas. A madeira e as aves cinegéticas eram também recursos importantes. O cume da montanha, associado a divindades da mitologia havaiana, é sagrado e o acesso é restrito. Estas crenças são sempre evocadas em canções tradicionais. No final do século XVIII, a colonização pelos ocidentais levou ao desaparecimento de uma grande parte da floresta primária e ao estabelecimento da exploração agrícola. O cume foi oficialmente atingido em 1823. Na segunda metade do século XX, uma trilha foi construída até ao topo. Investigações arqueológicas e sobretudo astronómicas são feitas a partir do centro Onizuka a 2800 m de altitude e há observatórios internacionais no topo da montanha. Há ainda muitos trilhos para caminhada, e, em alguns locais e apesar da ausência de equipamentos, é possível fazer descidas de esqui. Hoje em dia, tendo em conta a sua altitude submersa, estima-se que Mauna Kea tenha 10600 m de altitude.